# Honda CBR 1100 XX Super Blackbird

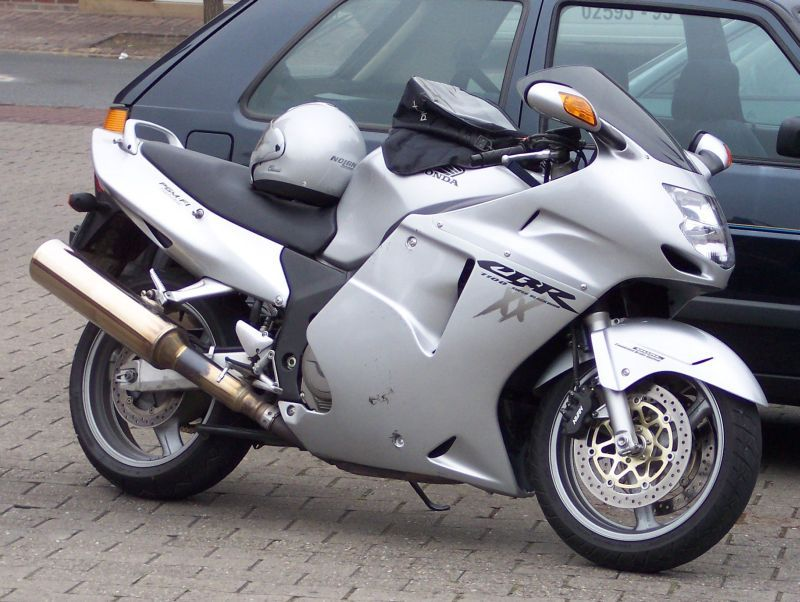
Honda CBR 1100 XX

De Honda CBR1100XX Super Blackbird is een sporttoermotor en werd in 1996 geïntroduceerd. Op dat moment, met een vermogen van 164pk en een topsnelheid van 300km/h, was dit de snelste productiemotor ter wereld (die titel heeft Honda vast kunnen houden tot 1999 want in dat jaar werd de Hayabusa geïntroduceerd door Suzuki).
Deze viercilinder in de lijn motorfiets was tot 1998 uitgerust met carburateurs, waarna de modellen vanaf 1999 het PGM-FI (Programmed Fuel Injection) kregen.
De motor werd bij het introductiemodel direct uitgerust met het DCBS integrale remsysteem van Honda, wat al eerder gebruikt werd op de CBR1000F. De Super Blackbird was de eerste motor die het DSBS balanceersysteem meekreeg.
Vanaf 1996 tot het model dat tot 2007 in productie was, heeft de motor weinig uiterlijke aanpassingen ondergaan, maar het blijft nog steeds een bijzondere verschijning, mede door de haaienneus.